# Zamboanga
Zamboanga (chabacano nyelven: Ciudad de Zamboanga, tagalog nyelven: Dakbayan sa Zamboanga) város a Fülöp-szigeteken, a Mindanao sziget DNy-i részén, a Zamboanga-félsziget csúcsán. Lakossága 807 000 fő, elővárosokkal 991 000 fő volt 2010-ben.
Fontos kereskedelmi kikötő, ahonnan faanyagot, koprát, kókuszolajat, manilakendert, gumit és más helyben előállított termékeket exportálnak. A kumpitok (motorcsónakok) a Sulu-szigetekkel és Borneó kikötőivel folytatott kereskedelem árucikkeit hozzák-viszik. A badjaók (tengeri cigányok) a vintának nevezett kisebb csónakokon laknak. A helyi lakosság a túlnyomórészt spanyol szavakból álló Chabacano nyelvet beszéli.

## Népesség
| Lakosok száma | 20 692 | 43 894 | 103 317 | 199 901 | 265 023 | 442 345 | 511 139 | 774 407 | 807 129 | 977 234 |
|               | 1903   | 1939   | 1948    | 1970    | 1975    | 1990    | 1995    | 2007    | 2010    | 2020    |

## Közigazgatás
A város közigazgatásilag 98 részre van osztva:
| - Abong Abong - Arena Blanco - Ayala - Baliwasan - Baluno - Boalan - Bolong - Buenavista - Bunguiao - Busay - Cabaluay - Cabatangan - Cacao - Calabasa - Calarian - Camino Nuevo - Campo Islam - Canelar - Capisan - Cawit - Culianan - Curuan - Daap - Dita - Divisoria - Dulian (Felső-Bunguiao) - Dulian (Felső-Pasonanca) | - Guisao - Guiwan - Kasanyangan - La Paz - Labuan - Lamisahan - Landang Gua - Landang Laum - Lanzones - Lapakan - Latuan (Curuan) - Licomo - Limaong - Limpapa - Lubigan - Lumayang - Lumbangan - Lunzuran - Maasin - Malagutay - Mampang - Manalipa - Mangusu - Manicahan - Mariki - Mercedes - Muti | - Pamucutan - Pangapuyan - Panubigan - Pasilmanta (Sacol-sziget) - Pasobolong - Pasonanca - Patalon - Putik - Quiniput - Recodo (régebben La Caldera) - Rio Hondo - Salaan - San Jose Cawa-Cawa - San Jose Gusu - San Roque - Sangali - Sibulao (Curuan) - Sinubong - Sinunoc - Sta. Barbara - Sta. Catalina - Sta. Maria - Sto. Niño | - Tagasilay - Taguiti - Talabaan - Talisayan - Talon-Talon - Taluksangay - Tetuan - Tictapul - Tigbalabag - Tigtabon - Tolosa - Tugbungan - Tulungatung - Tumaga - Tumalutab - Tumitus - Victoria - Vitali - Zambowood - Zóna I - Zóna II - Zóna III - Zóna IV |

## Galéria

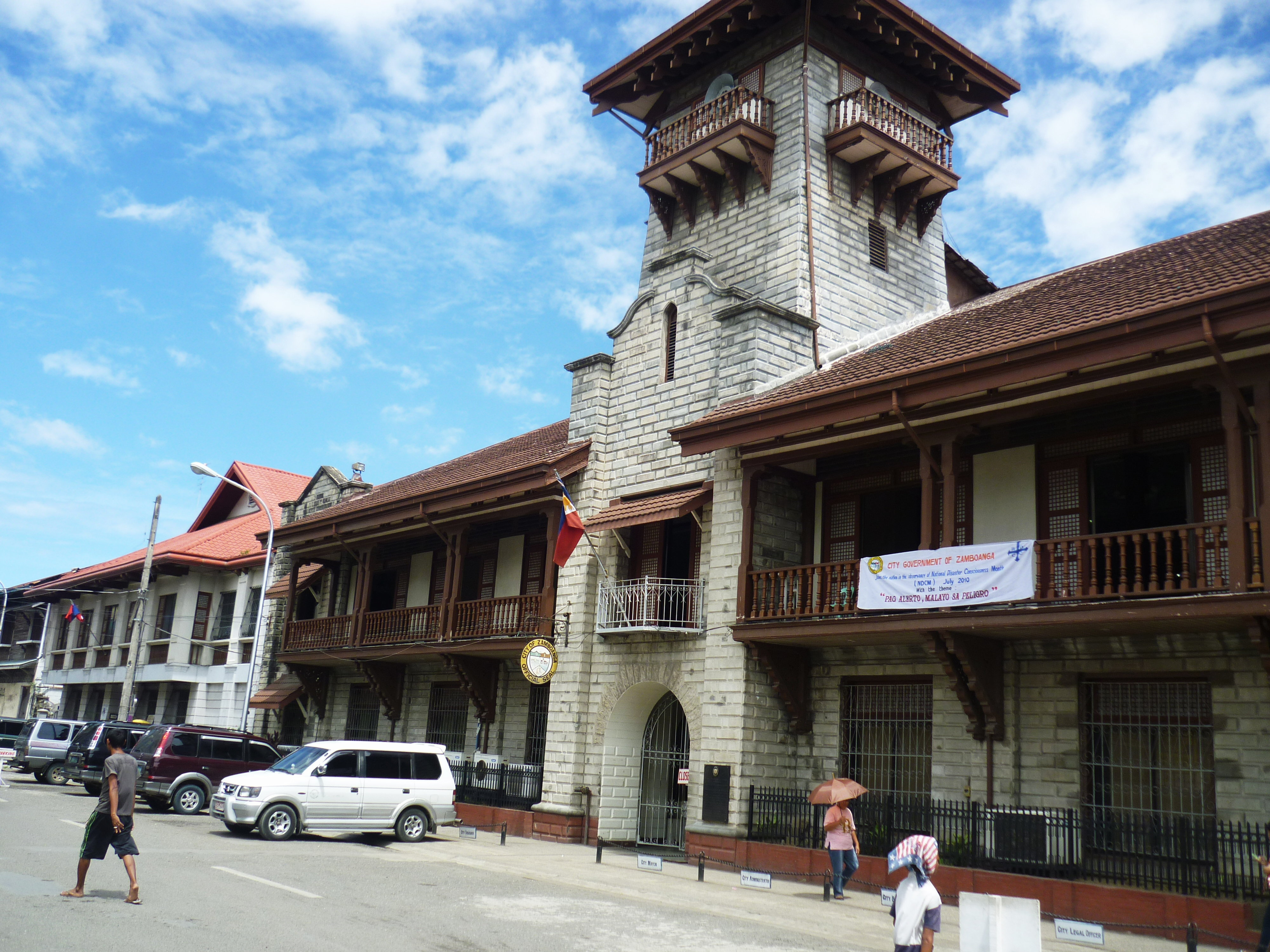
Városháza
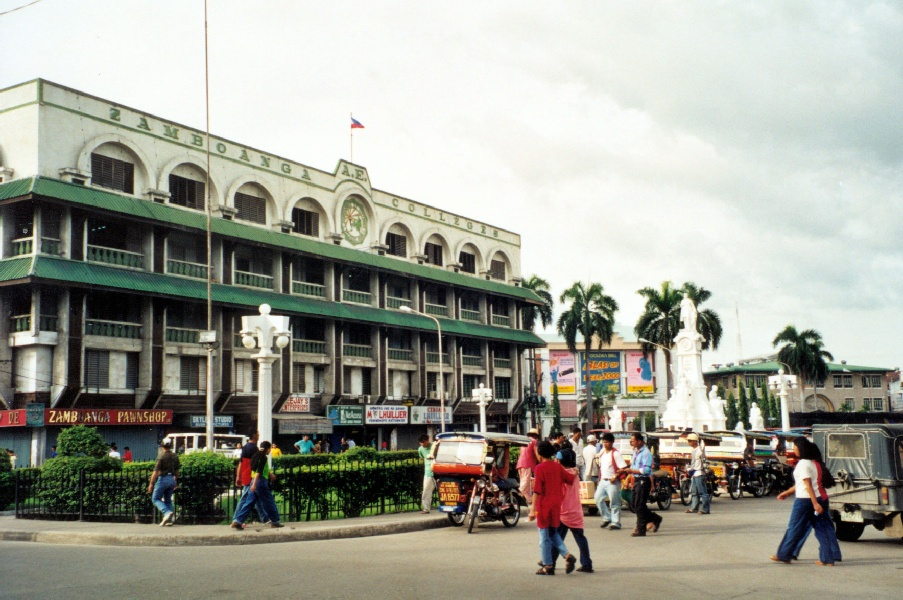
Utcakép
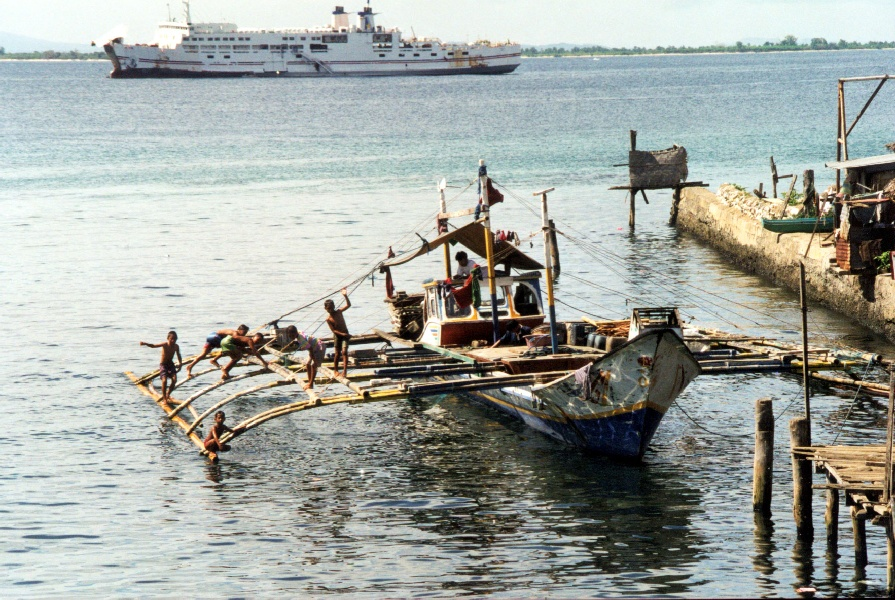
A tengeri cigányok a vintán

## Fordítás
Ez a szócikk részben vagy egészben  a   Zamboanga City című angol Wikipédia-szócikk fordításán alapul.  Az eredeti cikk szerkesztőit annak laptörténete sorolja fel. Ez a jelzés csupán a megfogalmazás eredetét és a szerzői jogokat jelzi, nem szolgál a cikkben szereplő információk forrásmegjelöléseként.
Ez a szócikk részben vagy egészben  a   Zamboanga City című német Wikipédia-szócikk fordításán alapul.  Az eredeti cikk szerkesztőit annak laptörténete sorolja fel. Ez a jelzés csupán a megfogalmazás eredetét és a szerzői jogokat jelzi, nem szolgál a cikkben szereplő információk forrásmegjelöléseként.